# Sainte-Croix-en-Plaine
Ne doit pas être confondu avec Sainte-Croix-aux-Mines.
Sainte-Croix-en-Plaine (en allemand : Heilig-Kreuz) est une commune française située près de Colmar dans la circonscription administrative du Haut-Rhin et, depuis le 1er janvier 2021, dans le territoire de la Collectivité européenne d'Alsace, en région Grand Est.
Cette commune se trouve dans la région historique et culturelle d'Alsace.

## Géographie
| Wettolsheim                       | Colmar                 | Sundhoffen             |
| Eguisheim Herrlisheim-près-Colmar | Sainte-Croix-en-Plaine | Logelheim Hettenschlag |
|                                   | Niederhergheim         | Dessenheim             |

### Hydrographie

#### Réseau hydrographique
La commune est dans le bassin versant du Rhin au sein du bassin Rhin-Meuse. Elle est drainée par l'Ill, la Lauch, la Vieille Thur et le canal Vauban,.
L'Ill, d'une longueur de 217 km, prend sa source dans la commune de Winkel et se jette  dans le Grand Canal d'Alsace à Offendorf, après avoir traversé 68 communes. Les caractéristiques hydrologiques de l'Ill sont données par la station hydrologique située sur la commune de Sundhoffen. Le débit moyen mensuel est de 13,9 m3/s. Le débit moyen journalier maximum est de 196 m3/s, atteint lors de la crue du 14 janvier 2004. Le débit instantané maximal est quant à lui de 236 m3/s, atteint le même jour.

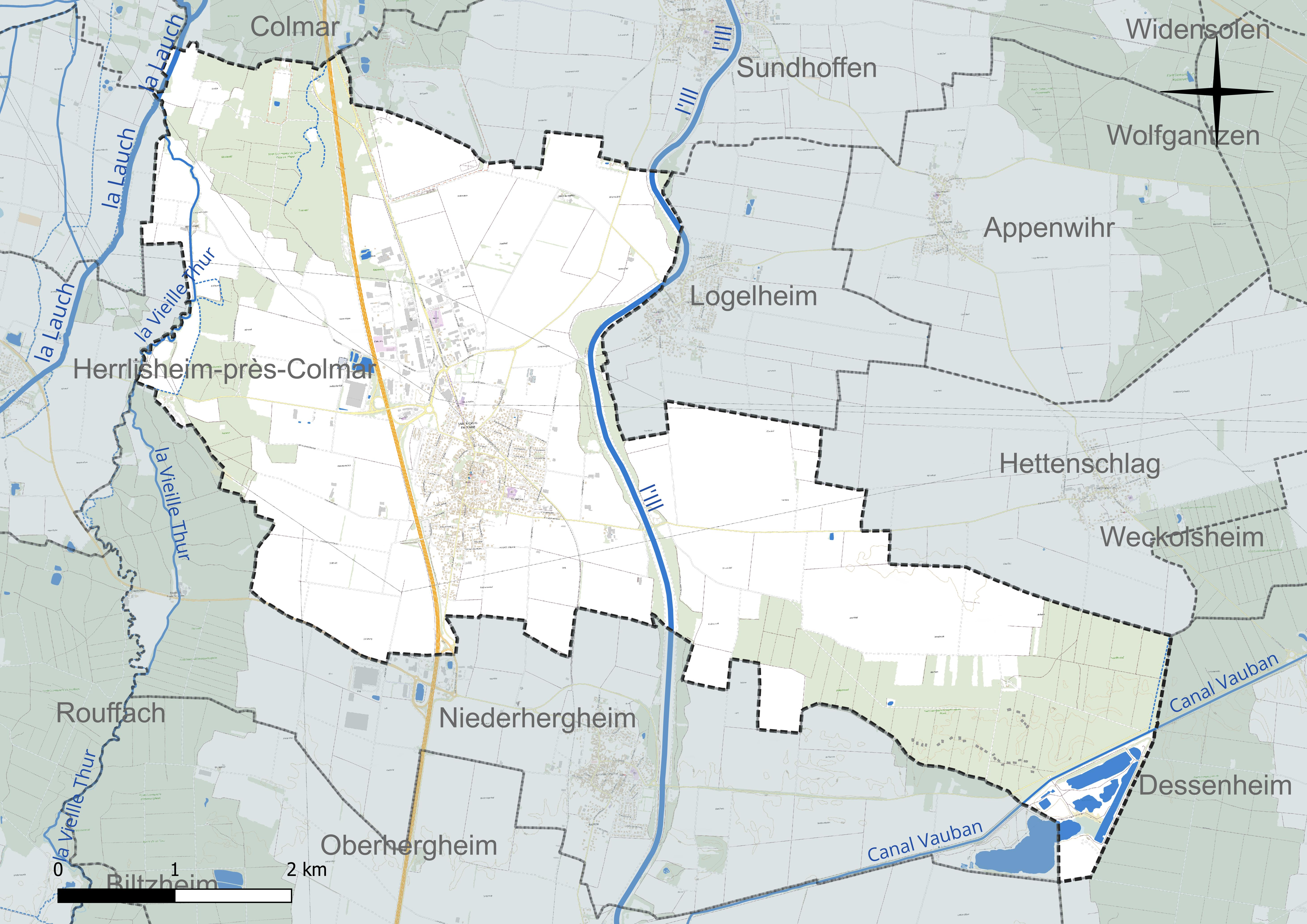
Réseau hydrographique de Sainte-Croix-en-Plaine.

La Lauch, d'une longueur de 47 km, prend sa source dans la commune de Linthal et se jette  dans l'Ill à Horbourg-Wihr, après avoir traversé 18 communes. 
La Vieille Thur, d'une longueur de 26 km, prend sa source dans la commune de Pulversheim et se jette  dans la Lauch à Eguisheim, après avoir traversé 13 communes. 
Le canal Vauban, d'une longueur de 24 km, prend sa source dans la commune de Ensisheim et se jette  dans la rigole de Widensohlen à Neuf-Brisach, après avoir traversé 14 communes. 

#### Gestion et qualité des eaux
Le territoire communal est couvert par le schéma d'aménagement et de gestion des eaux (SAGE) « Ill Nappe Rhin ». Ce document de planification concerne la nappe phréatique rhénane, les cours d'eau de la plaine d'Alsace et du piémont oriental du Sundgau, les canaux situés entre l'Ill et le Rhin et les zones humides de la plaine d'Alsace. Le périmètre s’étend sur 3 596 km2. Il a été approuvé le 17 janvier 2005. La structure porteuse de l'élaboration et de la mise en œuvre est la région Grand Est. 
La qualité des cours d’eau peut être consultée sur un site dédié géré par les agences de l’eau et l’Agence française pour la biodiversité. 

### Climat
Pour des articles plus généraux, voir Climat du Grand Est et Climat du Haut-Rhin.
En 2010, le climat de la commune est de type climat océanique altéré, selon une étude du Centre national de la recherche scientifique s'appuyant sur une série de données couvrant la période 1971-2000. En 2020, Météo-France publie une typologie des climats de la France métropolitaine dans laquelle la commune est exposée à un climat semi-continental et est dans une zone de transition entre les régions climatiques « Vosges » et « Alsace ». 
Pour la période 1971-2000, la température annuelle moyenne est de 10,6 °C, avec une amplitude thermique annuelle de 17,8 °C. Le cumul annuel moyen de précipitations est de 567 mm, avec 8,4 jours de précipitations en janvier et 8,9 jours en juillet. Pour la période 1991-2020, la température moyenne annuelle observée sur la station météorologique de Météo-France la plus proche, « Colmar-Inra », sur la commune de Colmar à 8 km à vol d'oiseau, est de 11,3 °C et le cumul annuel moyen de précipitations est de 558,0 mm. 
La température maximale relevée sur cette station est de 39,6 °C, atteinte le 13 août 2003 ; la température minimale est de −22,5 °C, atteinte le 22 février 1986,,. 
Les paramètres climatiques de la commune ont été estimés pour le milieu du siècle (2041-2070) selon différents scénarios d'émission de gaz à effet de serre à partir des nouvelles projections climatiques de référence DRIAS-2020. Ils sont consultables sur un site dédié publié par Météo-France en novembre 2022.

## Urbanisme

### Typologie
Au 1er janvier 2024, Sainte-Croix-en-Plaine est catégorisée petite ville, selon la nouvelle grille communale de densité à sept niveaux définie par l'Insee en 2022.
Elle appartient à l'unité urbaine de Sainte-Croix-en-Plaine, une unité urbaine monocommunale constituant une ville isolée,. Par ailleurs la commune fait partie de l'aire d'attraction de Colmar, dont elle est une commune de la couronne,. Cette aire, qui regroupe 95 communes, est catégorisée dans les aires de 50 000 à moins de 200 000 habitants,.

### Occupation des sols
L'occupation des sols de la commune, telle qu'elle ressort de la base de données européenne d’occupation biophysique des sols Corine Land Cover (CLC), est marquée par l'importance des territoires agricoles (61 % en 2018), en diminution par rapport à 1990 (64,1 %). La répartition détaillée en 2018 est la suivante : terres arables (59,4 %), forêts (25,2 %), zones urbanisées (5 %), zones industrielles ou commerciales et réseaux de communication (4,9 %), milieux à végétation arbustive et/ou herbacée (1,9 %), mines, décharges et chantiers (1,7 %), zones agricoles hétérogènes (1,6 %), eaux continentales (0,3 %). L'évolution de l’occupation des sols de la commune et de ses infrastructures peut être observée sur les différentes représentations cartographiques du territoire : la carte de Cassini (XVIIIe siècle), la carte d'état-major (1820-1866) et les cartes ou photos aériennes de l'IGN pour la période actuelle (1950 à aujourd'hui).

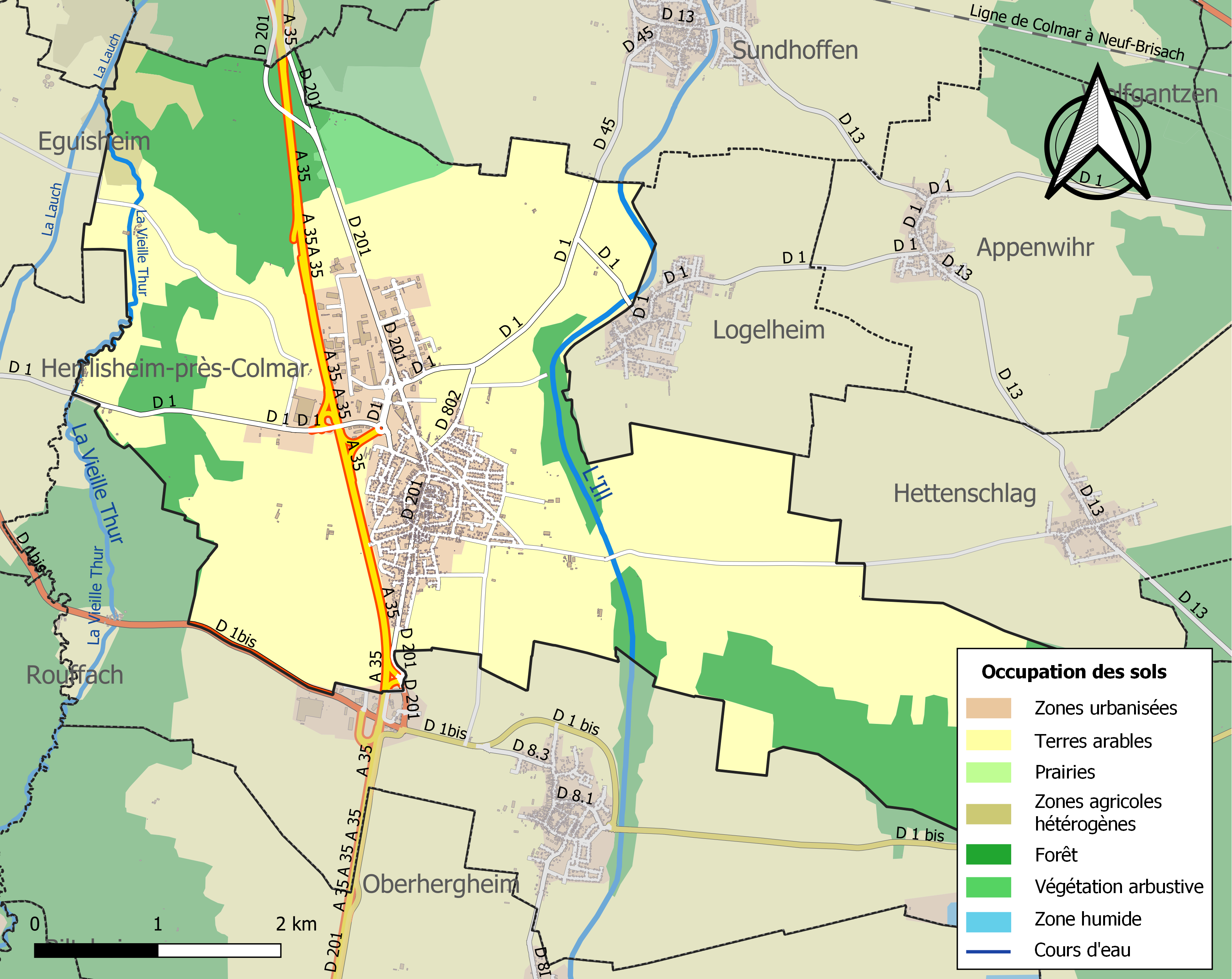
Carte des infrastructures et de l'occupation des sols de la commune en 2018 (CLC).

## Histoire
La ville est issue d'une abbaye de femmes, fondée entre 1006 et 1035 par le Comte Hugo IV d’Eguisheim et par son épouse Heilwige de Dabo au sud de son fief, Woffenheim. Leur fils Bruno d’Eguisheim, qui deviendra le pape Léon IX, a été empoisonné enfant par un crapaud venimeux et est resté longtemps entre la vie et la mort. Sa guérison est attribuée à un miracle qui est sans doute lié à la fondation du couvent par ses parents.

### Héraldique
| Blason de Sainte-Croix-en-Plaine | Les armes de Sainte-Croix-en-Plaine se blasonnent ainsi : « D'azur à la croix haussée tréflée au pied fiché d'argent, deux crosses d'or affrontées, futées d'argent, passées en sautoir et brochant sur le tout. » |

## Politique et administration

### Liste des maires
| Période                                  | Période                   | Identité                    | Étiquette | Qualité                                                        |
| ---------------------------------------- | ------------------------- | --------------------------- | --------- | -------------------------------------------------------------- |
| Les données manquantes sont à compléter. |                           |                             |           |                                                                |
| 1808                                     | 1816                      | François-Ignace Burtz       |           |                                                                |
| 1816                                     | 1835                      | Mathias Heymann             |           | Cultivateur                                                    |
| 1835                                     | 1835                      | Jean-Barthélemy Heymann     |           |                                                                |
| 1835                                     | 1836                      | Mathias Heymann             |           | Cultivateur                                                    |
| 1836                                     | 1843                      | Ignace Heymann              |           |                                                                |
| 1843                                     | 1848                      | François-Joseph Heymann     |           |                                                                |
| 1848                                     | 1852                      | François-Joseph Elser       |           |                                                                |
| 1852                                     | 1876                      | Gervais Stoffel             |           |                                                                |
| 1876                                     | 1878                      | Antoine Elser               |           |                                                                |
| 1878                                     | 1882                      | Joseph Heymann              |           |                                                                |
| 1882                                     | janvier 1889 (décès)      | François-Joseph Heymann     |           |                                                                |
| 1889                                     | 1914                      | François-Joseph Gilg        |           |                                                                |
| 1914                                     | 1919                      | Théodore Hanser             |           |                                                                |
| 1919                                     | 1925                      | Édouard Heymann-Birgaentzlé |           |                                                                |
| 1925                                     | 1925                      | Théodore Hanser             |           |                                                                |
| 1925                                     | 1935                      | Aloyse Thuet                |           |                                                                |
| 1935                                     | 1941                      | Alfred Heymann              |           |                                                                |
| 1941                                     |                           | Édouard Heymann-Roth        |           |                                                                |
| 1945                                     | 1945                      | Alfred Heymann              |           |                                                                |
| 1945                                     | 1965                      | Aloyse Burghard             | Gaulliste | Agriculteur                                                    |
| 1965                                     | 1973 (démission)          | Marcel Mansion              |           |                                                                |
| 1973                                     | mars 1977                 | Léon Rohn                   |           | Archiviste documentaliste, ancien premier adjoint              |
| mars 1977                                | mars 2001                 | Armand Roth                 |           |                                                                |
| mars 2001                                | mai 2020                  | François Heymann            | UDI       | Agriculteur retraité 6e vice-président de Colmar Agglomération |
| mai 2020                                 | En cours (au 23 mai 2020) | Mario Ackermann             |           | Fonctionnaire, ancien adjoint au maire                         |

## Démographie
L'évolution du nombre d'habitants est connue à travers les recensements de la population effectués dans la commune depuis 1793. Pour les communes de moins de 10 000 habitants, une enquête de recensement portant sur toute la population est réalisée tous les cinq ans, les populations de référence des années intermédiaires étant quant à elles estimées par interpolation ou extrapolation. Pour la commune, le premier recensement exhaustif entrant dans le cadre du nouveau dispositif a été réalisé en 2004.

En 2022, la commune comptait 3 026 habitants, en évolution de +2,51 % par rapport à 2016 (Haut-Rhin : +0,66 %, France hors Mayotte : +2,11 %).
| 1793  | 1800  | 1806  | 1821  | 1831  | 1836  | 1841  | 1846  | 1851  |
| ----- | ----- | ----- | ----- | ----- | ----- | ----- | ----- | ----- |
| 1 031 | 1 033 | 1 350 | 1 519 | 1 729 | 1 688 | 1 609 | 1 645 | 1 701 |

| 1856  | 1861  | 1866  | 1871  | 1875  | 1880  | 1885  | 1890  | 1895  |
| ----- | ----- | ----- | ----- | ----- | ----- | ----- | ----- | ----- |
| 1 696 | 1 689 | 1 631 | 1 582 | 1 489 | 1 470 | 1 464 | 1 396 | 1 325 |

| 1900  | 1905  | 1910  | 1921  | 1926  | 1931  | 1936  | 1946  | 1954  |
| ----- | ----- | ----- | ----- | ----- | ----- | ----- | ----- | ----- |
| 1 356 | 1 310 | 1 354 | 1 270 | 1 324 | 1 324 | 1 303 | 1 305 | 1 346 |

| 1962  | 1968  | 1975  | 1982  | 1990  | 1999  | 2004  | 2006  | 2009  |
| ----- | ----- | ----- | ----- | ----- | ----- | ----- | ----- | ----- |
| 1 354 | 1 502 | 2 014 | 1 933 | 1 895 | 2 121 | 2 362 | 2 493 | 2 661 |

| 2014  | 2019  | 2022  | - | - | - | - | - | - |
| ----- | ----- | ----- | - | - | - | - | - | - |
| 2 836 | 3 029 | 3 026 | - | - | - | - | - | - |

## Économie
La commune comptait 222 entreprises en 2016, dont 69 commerces et services aux particuliers.

## Lieux et monuments

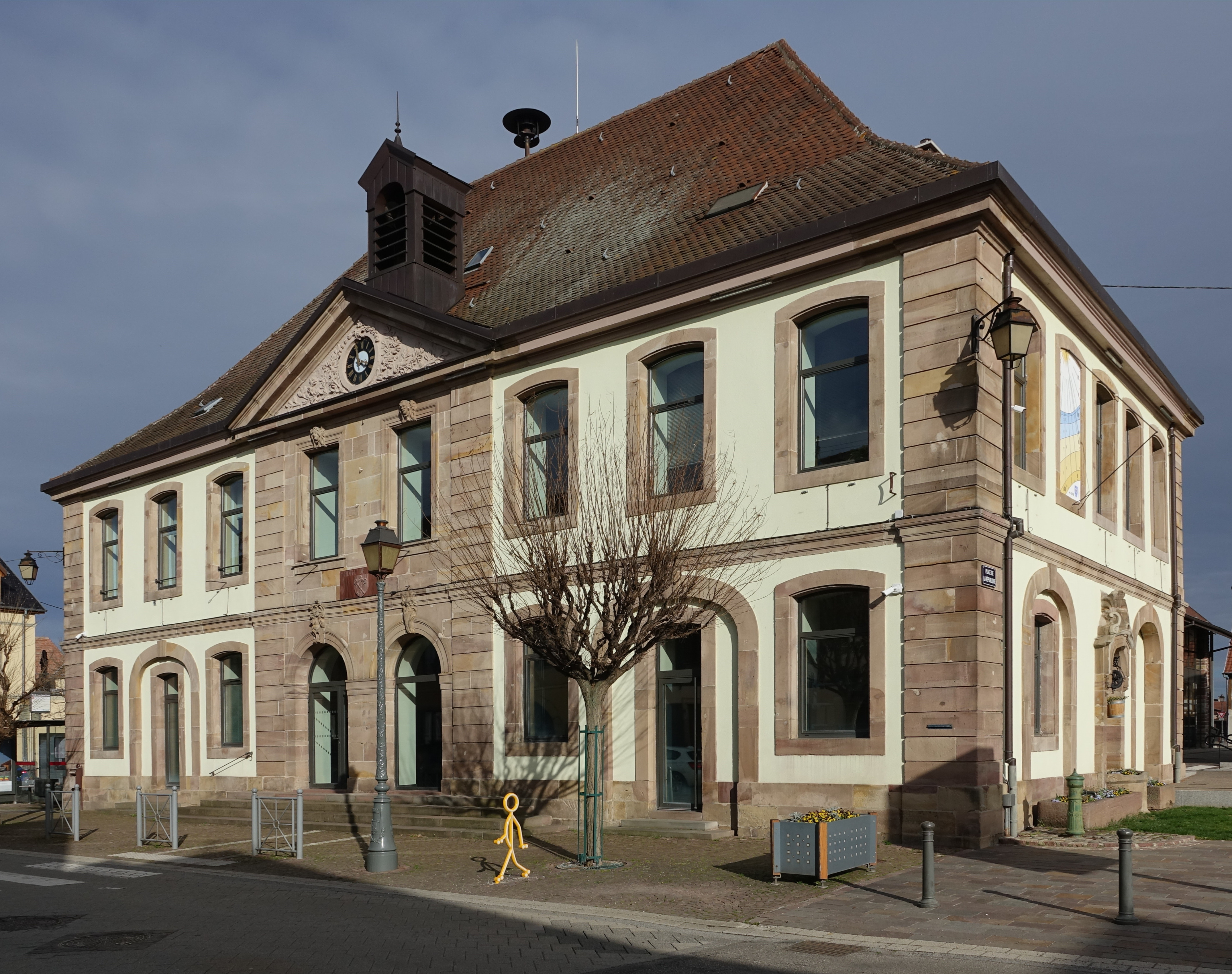
L'hôtel de ville.
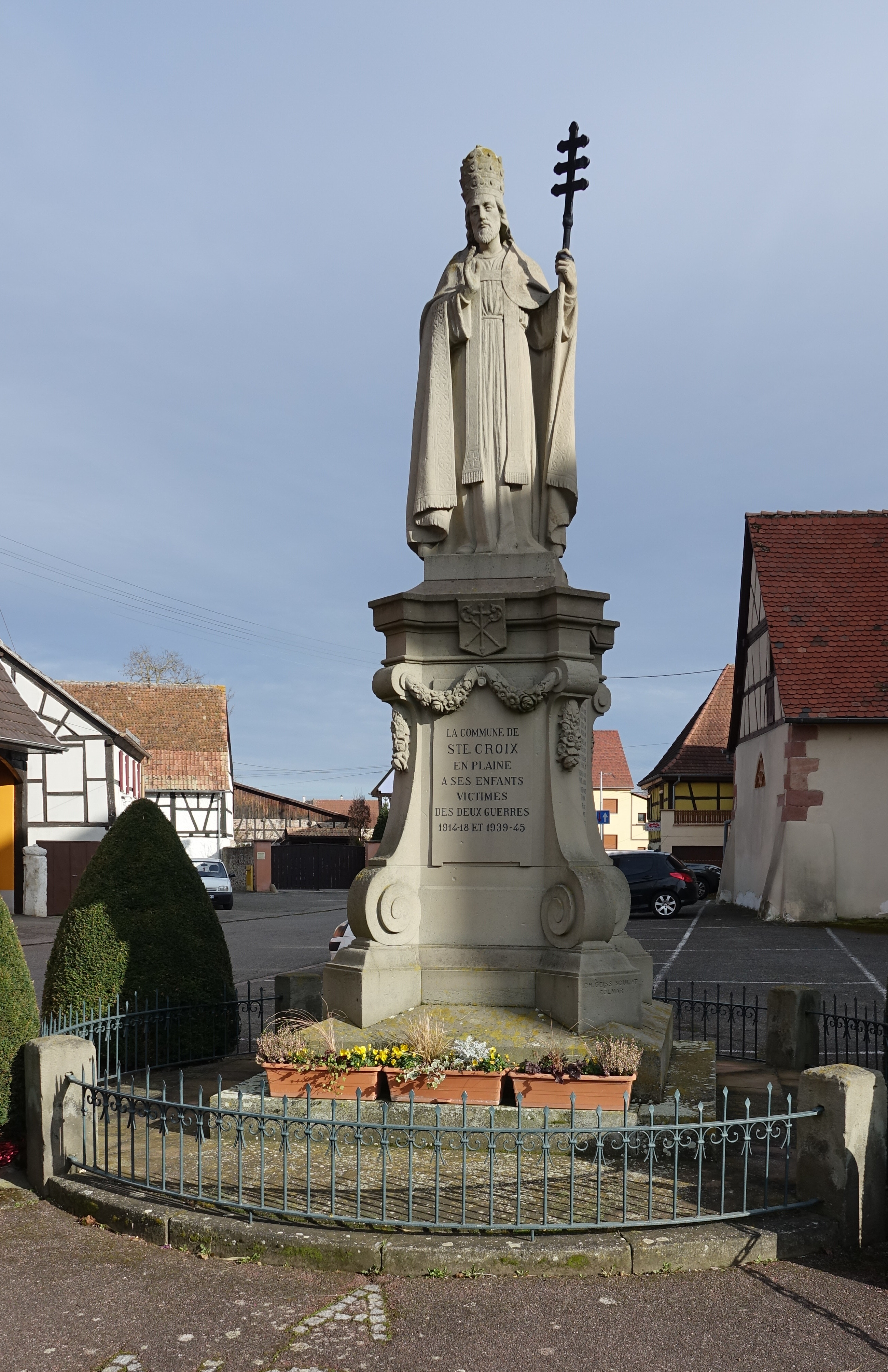
Le monument aux morts.
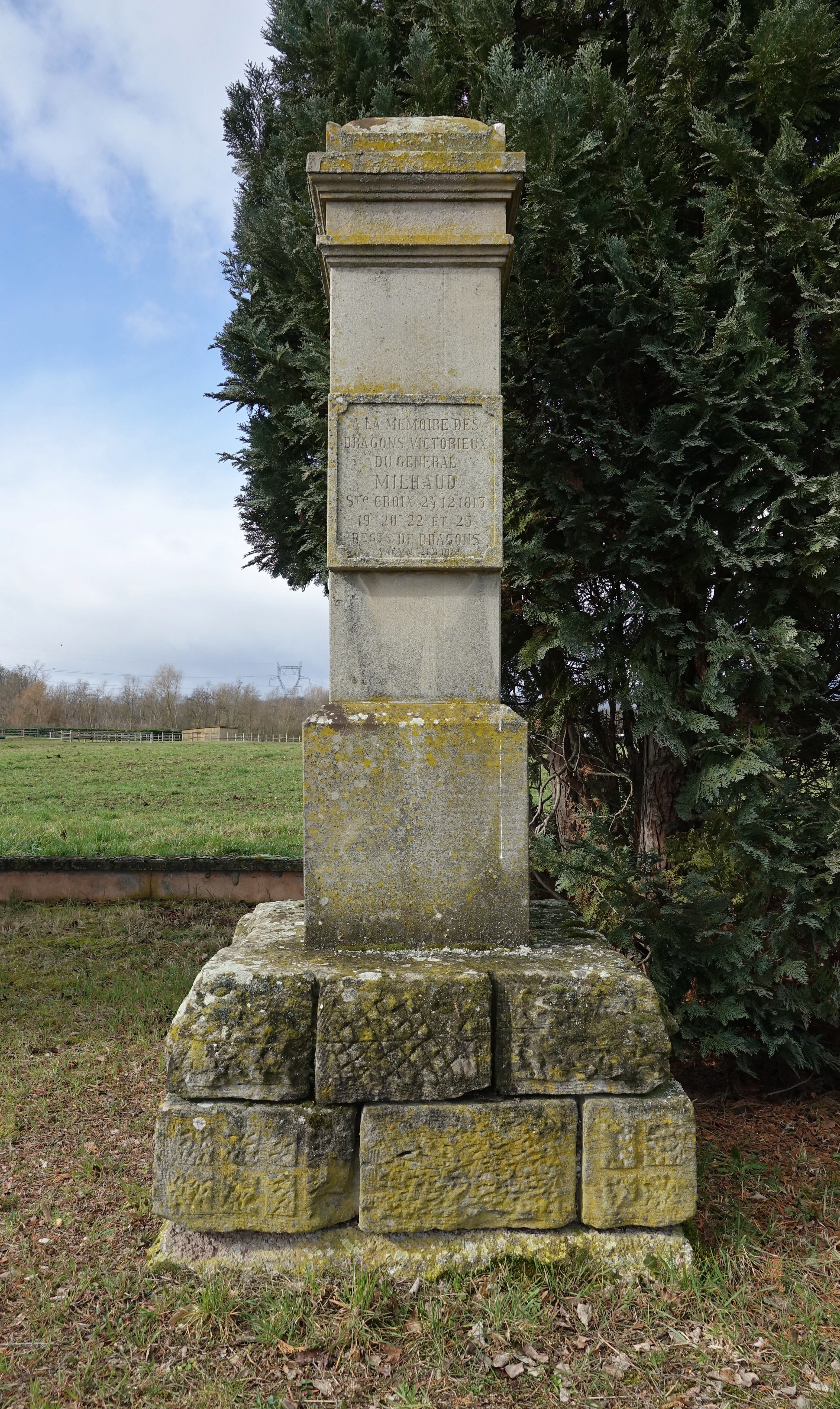
le monument aux régiments de Dragons.
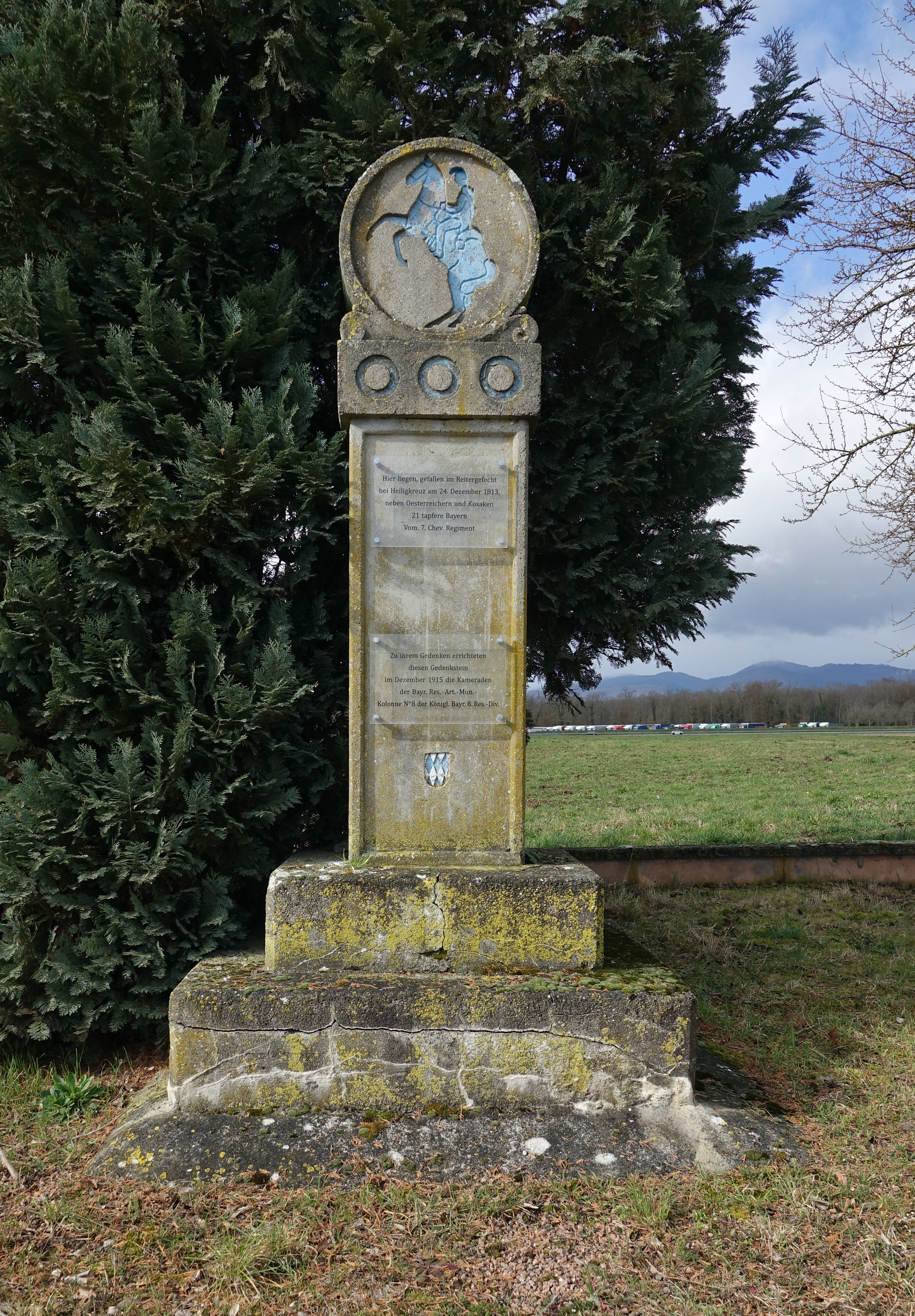
Le monument aux morts de 1813.

### L'orgue Callinet (1840)
L'orgue Callinet est, selon les experts, l'un des plus beaux orgues conservés d'Alsace :
« L'orgue [...] est splendide; harmonieux, équilibré. C'est un des plus beaux sinon le plus beau buffet Callinet existant [...].
Ce n'est pas le plus grand orgue Callinet, mais ce fut sans doute le plus parfait. »
P. MEYER-SIAT/les Callinet
L'orgue est reçu le 22 janvier 1840 par Martin Vogt de Colmar et François-Joseph Rich, l'organiste local.
Il servit de référence aux frères Callinet pour leur production future tant les facteurs d'orgue le considèrent comme une réussite.
Il est l'un des seuls du secteur dont le buffet et la partie instrumentale soient classés monuments historiques : la partie instrumentale a été classée le 6 février 1975, le buffet le 11 décembre 1980.
La commune, qui est propriétaire de l'instrument depuis 1838, a donné son accord de principe pour la restauration complète de l'instrument. En effet, si l'harmonie de l'orgue est encore très belle, elle est parfois inégale, et l'accord général est déficient. Le projet de restauration a été mené à bien.

### L'église Saint-Barthélemy

Église Saint-Barthélemy
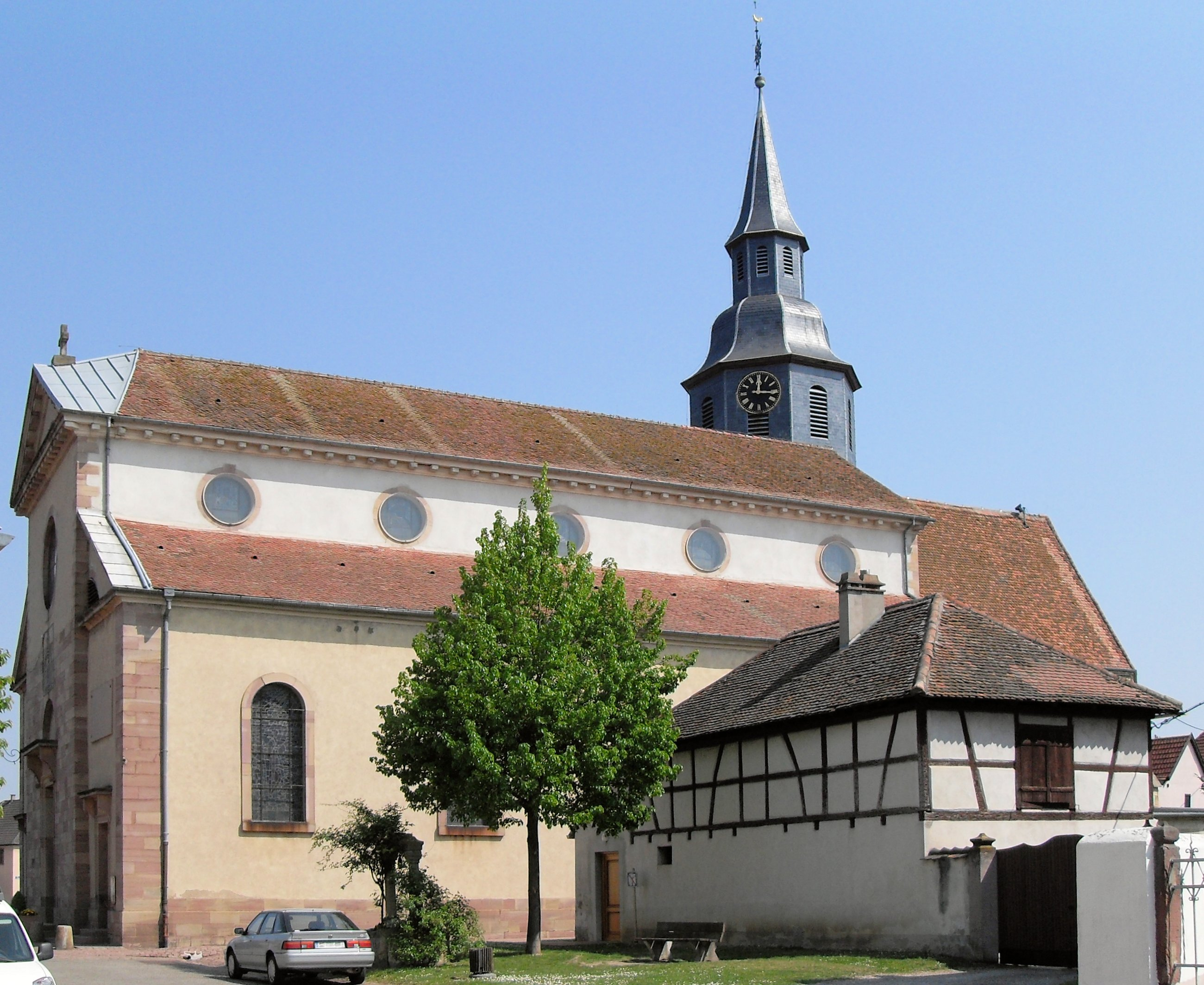
Le côté sud.
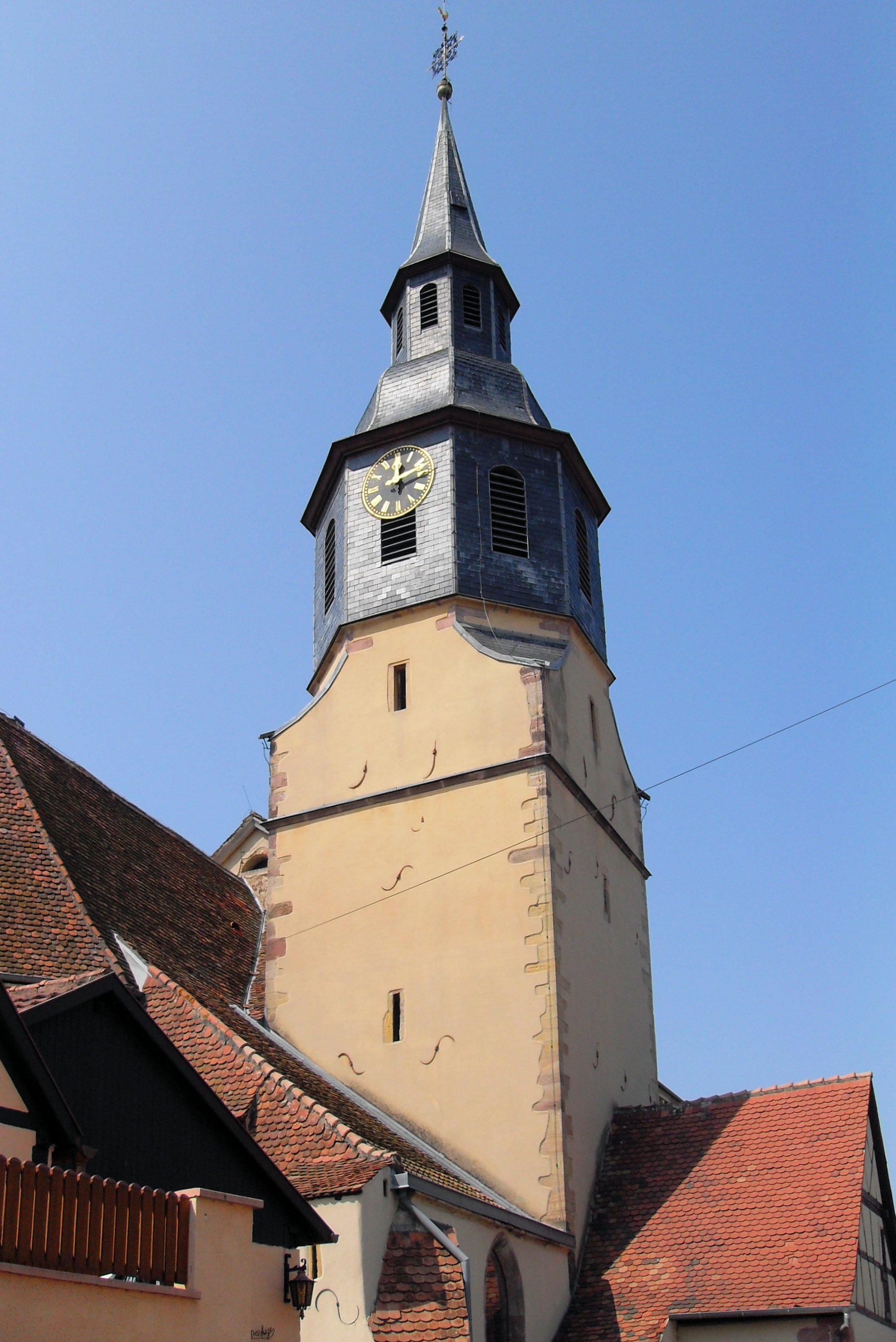
Le clocher.
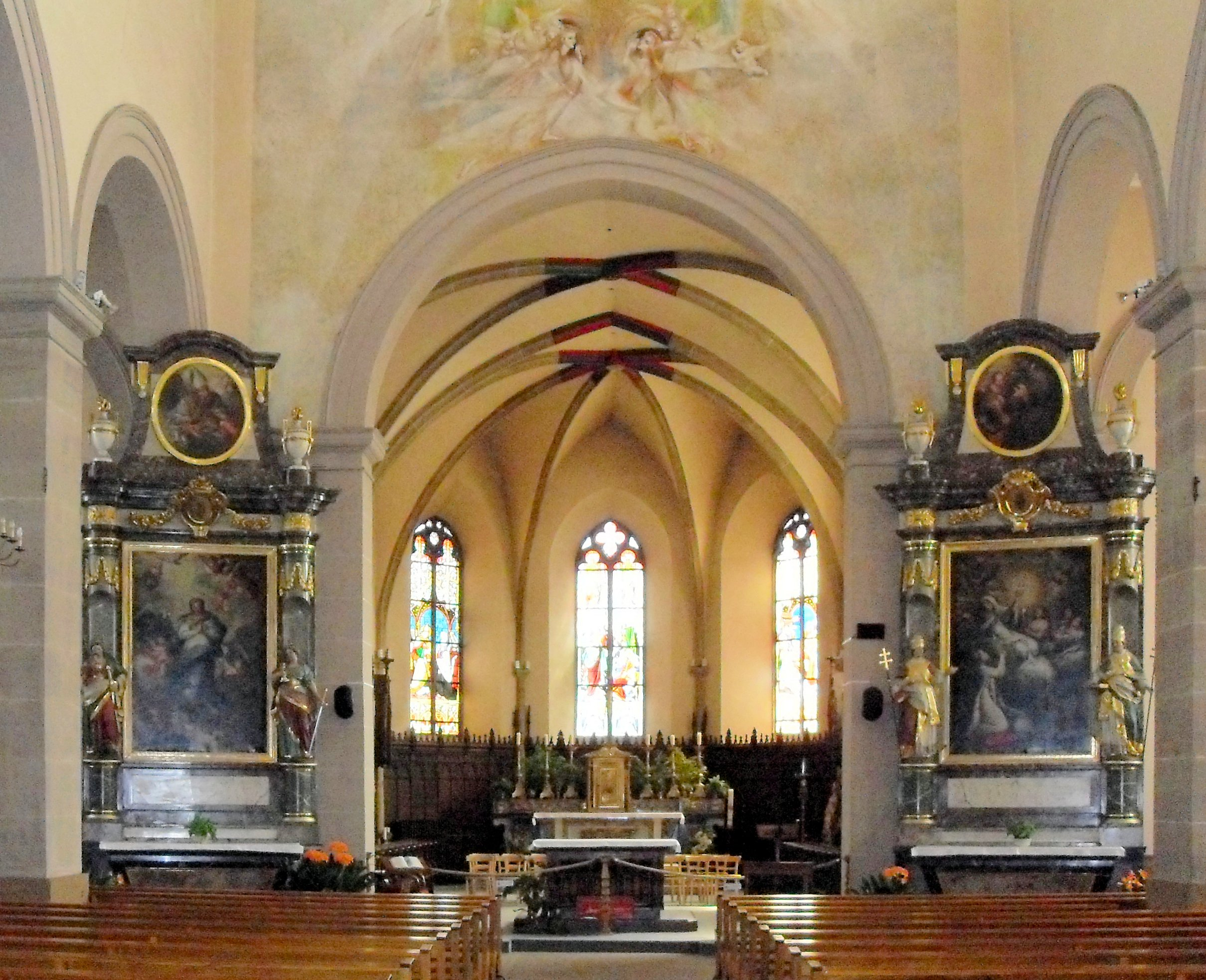
L'intérieur.
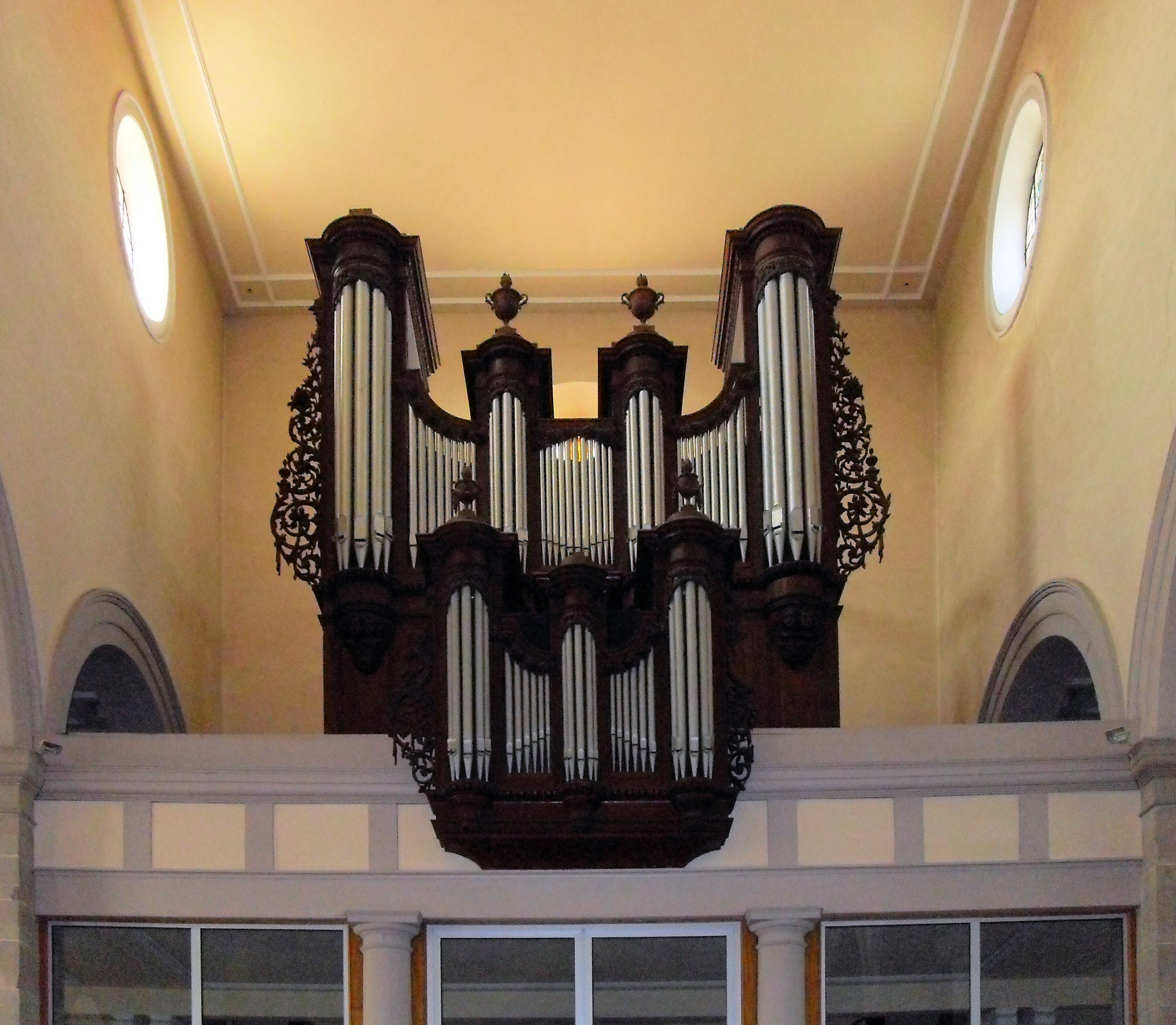
L'orgue Callinet.

## Personnalités liées à la commune
- Georges Stoffel[31], né en 1819 à Sainte-Croix-en-Plaine et décédé à Colmar en 1880[32]. D'abord employé à la préfecture de Colmar puis percepteur en 1845 à Dürlingsdorf et en 1856 à Habsheim. Il fit des recherches sur l'histoire de l'Alsace.
- Luc Hueber (1888-1974), peintre né à Sainte-Croix-en-Plaine.
- Didier Schmidt (1967-), skieur alpin français né à Sainte-Croix-en-Plaine.

## Jumelages
Merdingen (Allemagne) depuis 1968.

## Les bus Trace
La commune est desservie par les lignes et arrêts suivants :
| Ligne | Parcours                             | Arrêts dans la commune |
| ----- | ------------------------------------ | --- |
| 22    | Ste-Croix-en-Plaine – Gare – Théâtre | Maison de l’Agriculture, La Colombe, Ancienne Gare, Ste Croix-en-Plaine Mairie, Calvaire, Ste Croix-en-Plaine Forêt Noire |

### FlexiTrace
Un nouveau service de transport à la demande a été mis en place à Sainte-Croix-en-Plaine depuis le 5 juillet 2010, le service FlexiTrace.
Il complète les horaires du service régulier des autocars affrétés par un service à la demande. Il permet de voyager en toute liberté sur simple réservation téléphonique préalable. Ce service fonctionne d’arrêt à arrêt sur l’itinéraire de la ligne   22  au départ ou à destination des arrêts situés à Sainte-Croix-en-Plaine. La tarification est identique à celle en usage dans les bus et autocars (billets ou abonnements).